# Рух проти абортів

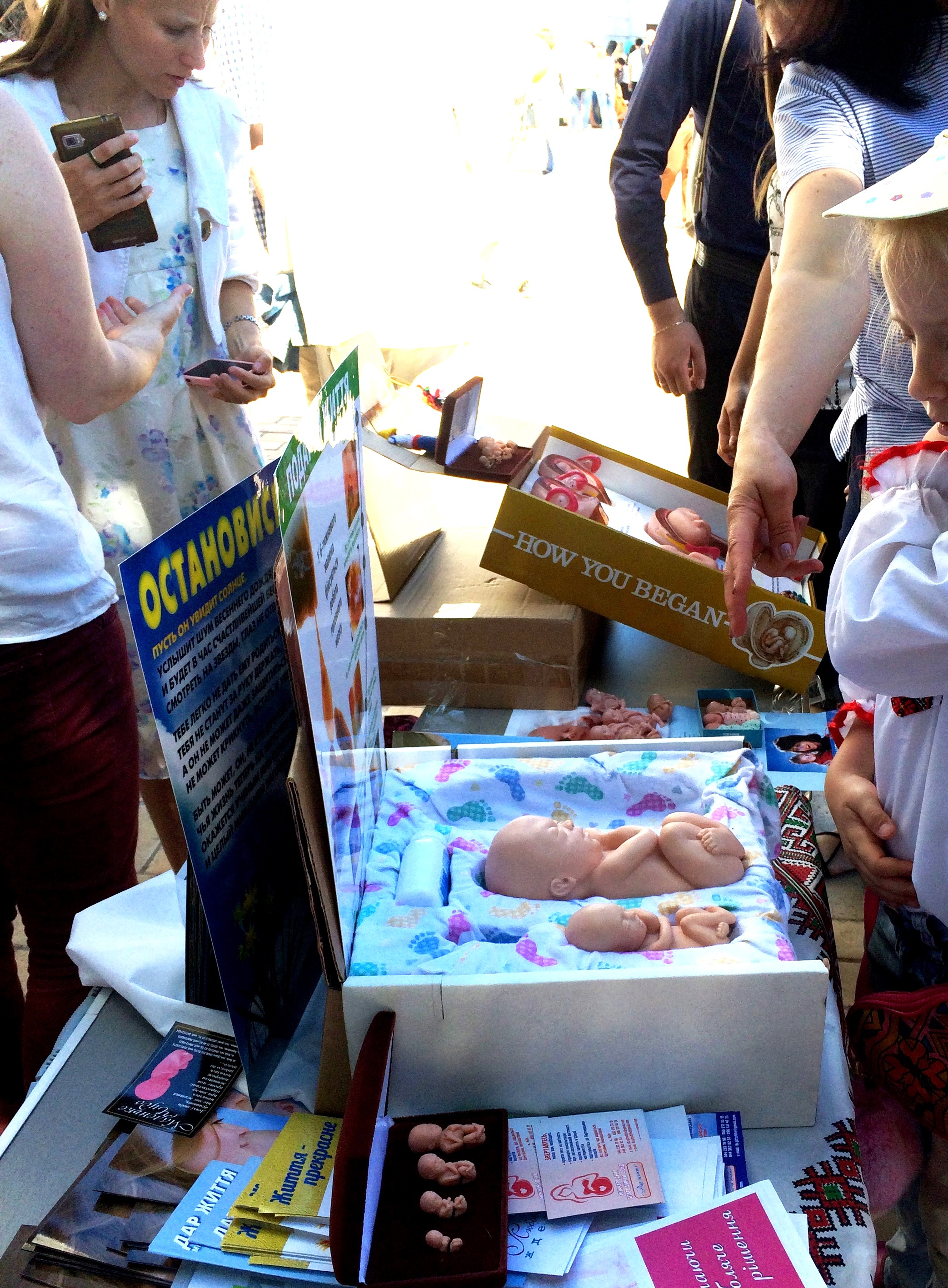
Інформаційний про-лайф стенд, Київ, 2018 рік

Рух проти абортів, також відомий як рух про-лайф (англ. pro-life movements, рух за право на життя) — суспільний рух, що виступає проти практики абортів та їхньої законності, бере участь у дебатах про аборти проти руху за право на аборт (прочойс, за право жінки обирати, народжувати чи ні). Більшість рухів проти абортів були створені для протидії легалізації абортів. Традиційно ці рухи найбільше підтримують і сприяють їх створенню релігійні лідери та віруючі різних конфесій. Серед про-лайф активістів є також лікарі та психологи.

## Рухи за країнами

### Європа
В Європі законодавство про аборти різниться залежно від країни, і в деяких країнах було узаконено парламентарними актами, а в інших заборонено конституційно (або сильно обмежено). У Західній Європі це вплинуло на більш чітке регулювання використання абортів, і водночас опосередковуючи та зменшуючи вплив антиабортних кампаній на закон.

#### Італія
Аборти в Італії дозволені Законом 194 з 1978 року, але на практиці великий відсоток лікарів (в деяких регіонах до 90 %) відмовляються робити аборти з міркувань совісті, що є дозволеним у цій католицькій країні. Такі лікарі створюють клініки, які підтримують вагітних жінок, зберігаючи життя ненародженим дітям. Також в Італії існує «Рух за життя» з філіями — «Центрами допомоги життю», які не тільки відмовляють жінок від аборту, але й допомагають їм матеріально.
Після приходу до влади Джорджії Мелоні та «Братів Італії» з квітня 2024 Сенат дозволив присутність антиабортних асоціацій у клініках планування сім'ї.

#### Франція
Перша організація проти абортів у Франції була створена в 1971 році. Під час дебатів, які мали призвести до Закону Вейля в 1975 році. Головним її речником був генетик Жером Лежон. З 2005 року французький рух проти абортів організовує щорічний марш за життя.
Католики та праві політичні групи продовжують протестувати проти абортів. Національне об'єднання, права націоналістична, безрезультатно намагалася скоротити фінансування абортів.

#### Іспанія

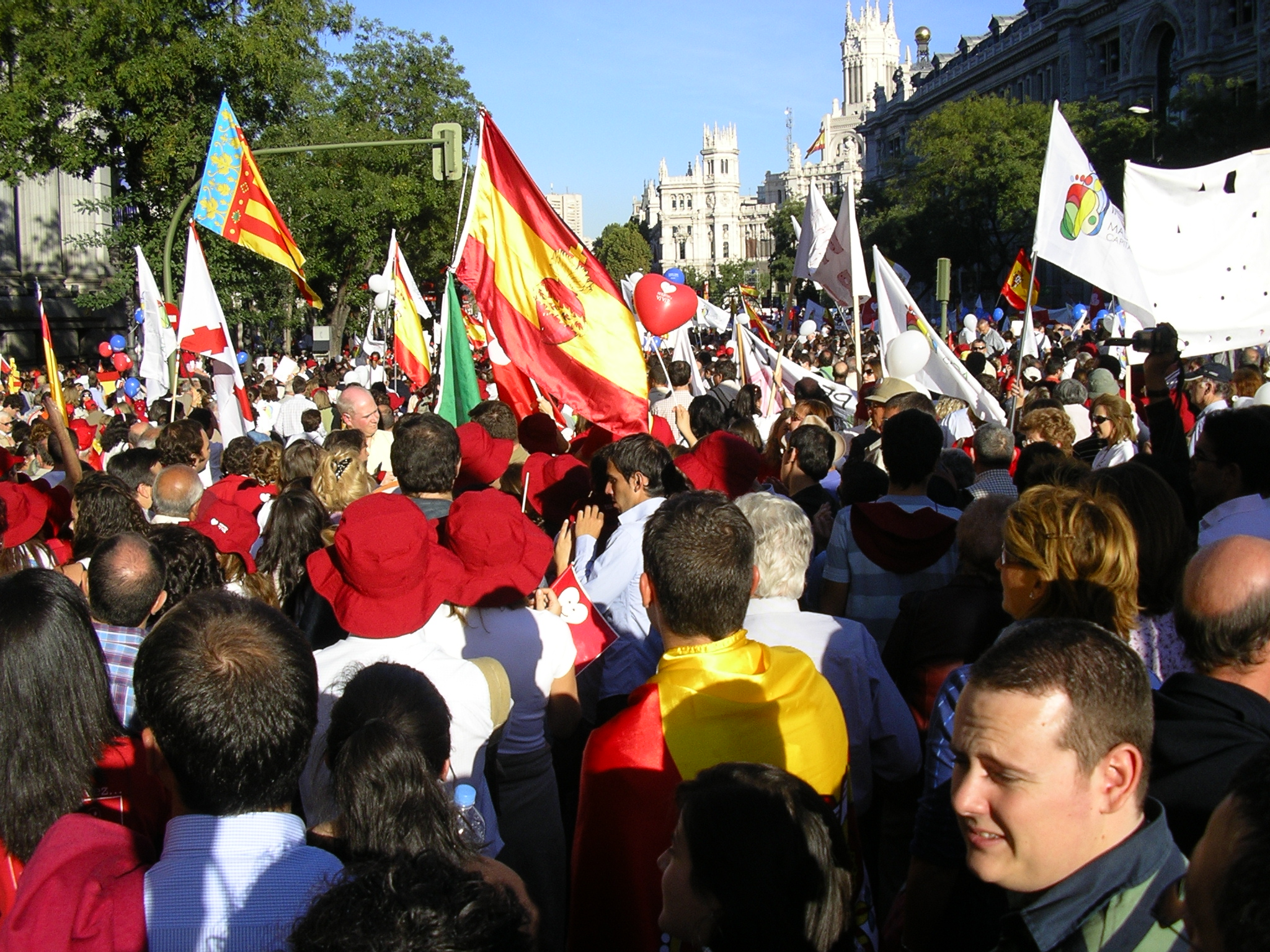
Демонстрація Кожне життя має значення в Мадриді 17 жовтня 2009 року

В Іспанії понад мільйон демонстрантів взяли участь у марші в Мадриді в жовтні 2009 року, протестуючи проти планів уряду Хосе Луїс Сапатеро легалізувати аборти та усунути обмеження батьківської згоди.
У 2010 році більше мільйона іспанців підписали петицію проти ліберальної політики уряду щодо абортів. Петицію створили організації «Derecho a vivir» (Право на життя) та «Hazteoir» (Дайте про себе почути). Hazteoir пов'язаний з консервативною партією Vox, лідер якої Сантьяго Абаскаль є членом Hazteoir.

#### Україна
Аборти в Україні є законними протягом перших дванадцяти тижнів вагітності. Традиційно, Православна церква України та християни інших конфесій виступають за скасування легалізації абортів. З 2016 року в Україні проходять марші на захист життя ненароджених дітей та за традиційну родину. Акції проходять у різних містах України. Християнські священники та віруючі впливають на суспільну думку через ЗМІ, соцмережі, роботу з молоддю, допомогу самотнім жінкам, вагітним, щоб зменшити кількість абортів в країні. Одним з центрів захисту ненароджених є фонди та ГО, наприклад «За гідність людини», який очолює Геня Самборська, групи допомоги жінкам, наприклад «Сім'я і життя», які проводять інформаційну роботу і створюють «вікна життя» при пологових будинках.

### США

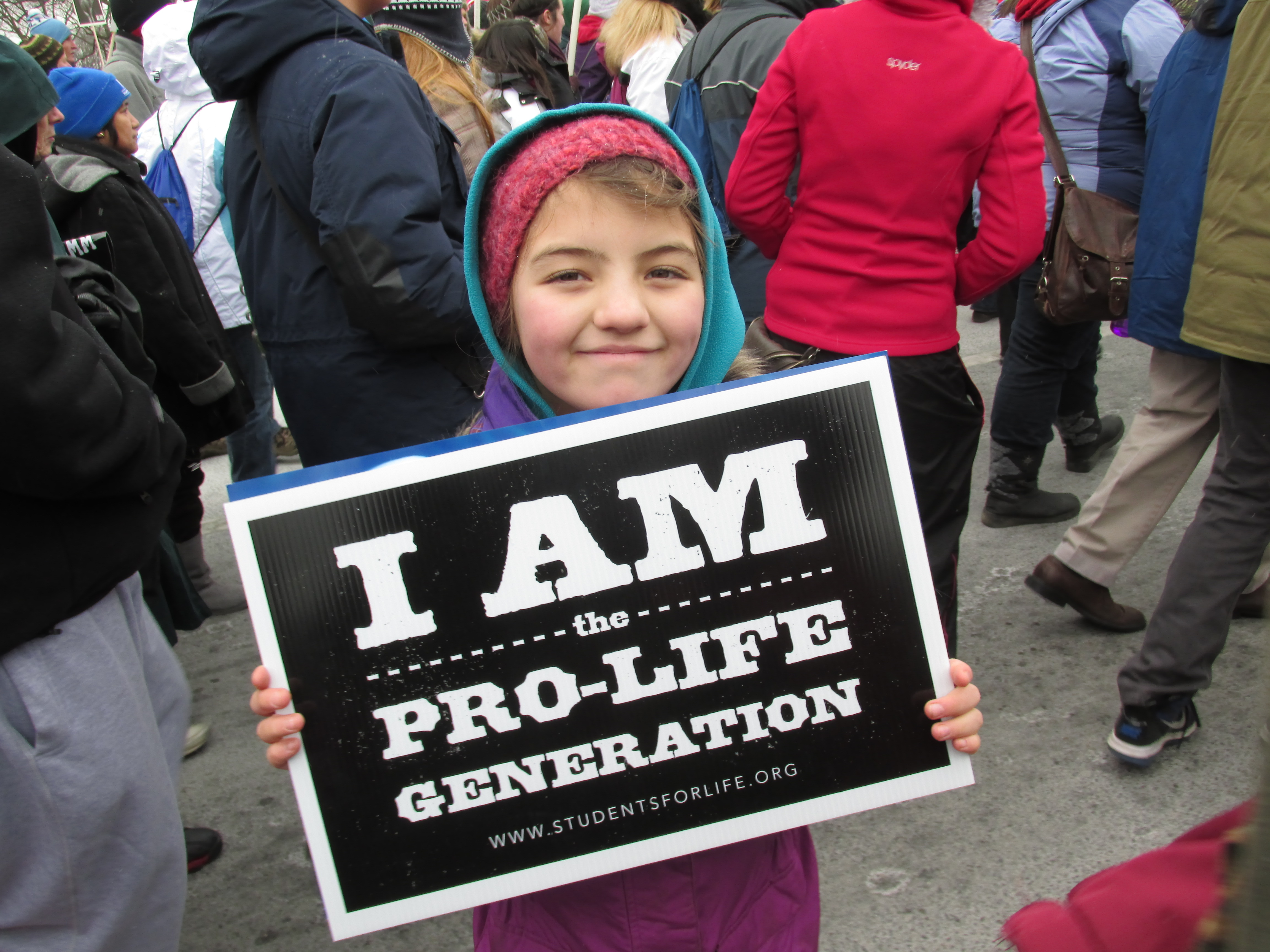
Дівчинка тримає плакат «Я —покоління пролайф» (США)

Американський рух проти абортів сформувався як відповідь на рішення Верховного Суду 1973 року Ро проти Вейда, і відтоді виникло багато організацій проти абортів. Існує також менший послідовний життєвий етичний рух, який надає перевагу філософії, що виступає проти всіх форм вбивств, включаючи аборт, війну, евтаназію та смертну кару.
Нинішній рух частково є продовженням попередніх дебатів про аборти, які призвели до того, що практика була заборонена у всіх штатах наприкінці 19 століття. Початковий рух очолювали медики, але також включали політиків та феміністок. Серед медиків прогрес медичних знань відіграв значну роль у впливі на думку про аборт. Ідеологічно клятва Гіппократа та медичний менталітет того століття для відстоювання цінності людського життя, як абсолютного також відіграли значну роль у формуванні думок про аборти.
Громадський рух «Марш за життя» організовує багатотисячні маніфестації проти абортів, підтримує вагітних жінок, які опинилися у складних ситуаціях, проводить просвітницьку діяльність. Рух підтримують політики, громадські активісти, спортсмени, священники
Організація «Red Rose Rescue» дарує жінкам в клініках червоні троянди з підписом «Ти створений любити і бути любленим… твоя доброта більша за труднощі твоєї ситуації. Обставини у житті змінюються. Нове життя, хоч і мале, несе з собою обітницю неповторної радості», також на листівці вказано телефон центру допомоги вагітним.
Також в США існують різні організації типу Progressive Anti-Abortion Uprising (PAAU), які чинять тиск на клініки, які практикують проведення абортів, і навіть влаштовують напади на ці клініки. Такі активісти зазнають переслідувань і отримують реальні терміни ув'язнення за порушення закону FACЕ про безперешкодний доступ до клінік (за чотири роки президентства Байдена Міністерство юстиції США висунуло такі звинувачення проти понад 30 осіб). У 2024 році голова PAAU Лорен Генді отримала 4 роки та 9 місяців в'язниці. Серед засуджених була також Єва Едль, 89-річна жертва комуністичного режиму, якій свого часу вдалося втекти з Югославії.
У 2025 році одним з перших указів президент США Трамп помилував засуджених про-лайф активістів.